# Sunion
Sunion (řecky Σούνιο) je mys v Řecku. Nachází se 70 km od Athén a je nejjižnějším výběžkem poloostrova Attika. Okolí mysu bylo v roce 1974 vyhlášeno národním parkem.
Podle legendy se athénský král Aigeus zabil skokem z mysu ze žalu nad domnělou smrtí svého syna. Sunion ve svých dílech zmiňují jako významný orientační bod i dějiště náboženských obřadů Homér, Hérodotos, Aristofanés, Strabón a Pausaniás. Z moderních autorů ho popsali např. William Falconer, George Gordon Byron a Martin Heidegger.

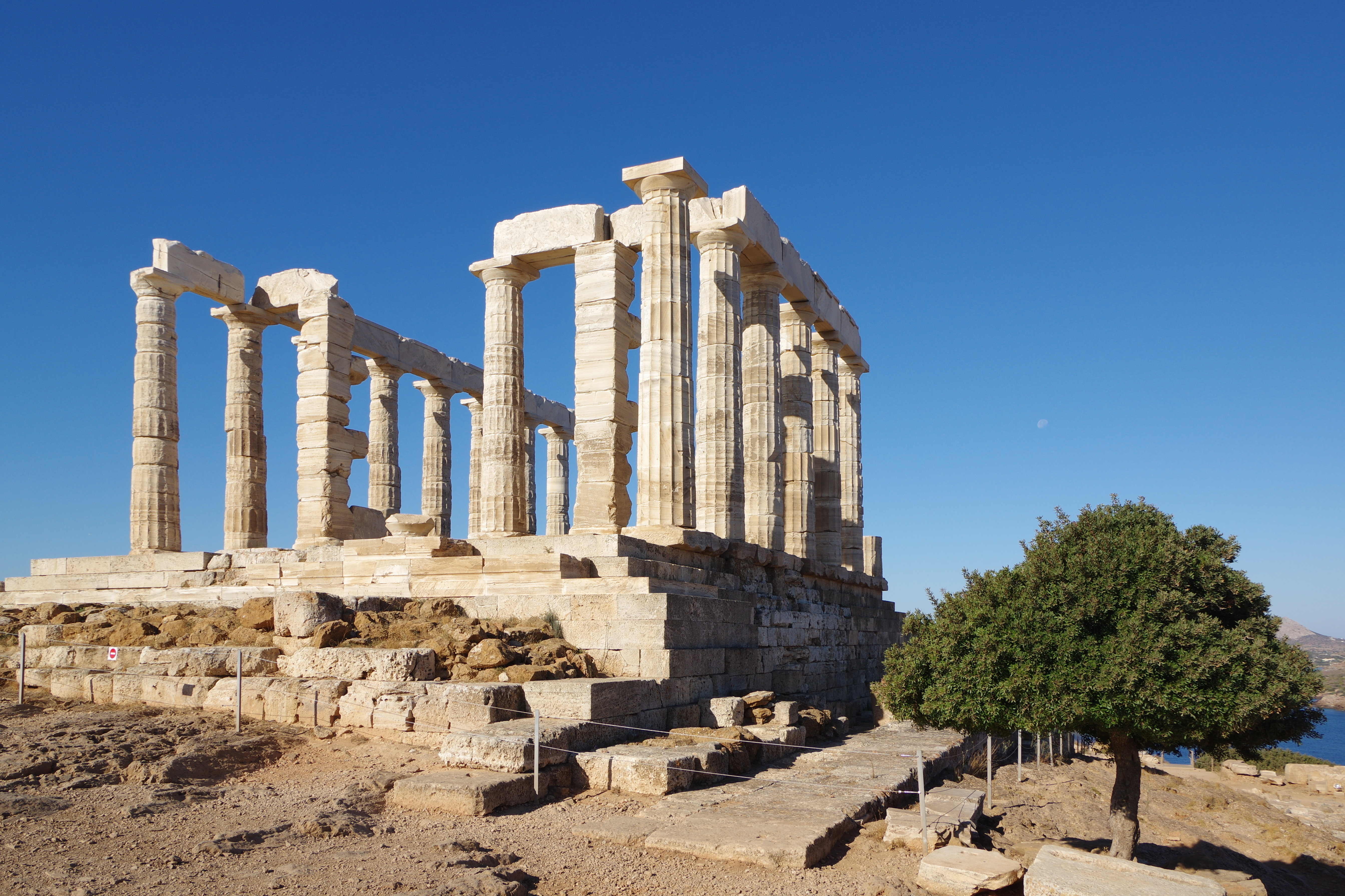
Poseidonův chrám na Sunionu

Archeologický výzkum na mysu odhalil pohřebiště z doby bronzové. První stavby jsou datovány do období kolem roku 700 př. n. l. Byla zde nalezena třímetrová mramorová socha mladého muže z archaického období známá jako Sunionský kúros, která je vystavena v Národním archeologickém muzeu v Athénách. Ve čtyřicátých letech 5. století př. n. l. zde byl postaven chrám v dórském stylu, který byl zasvěcen Poseidónovi. Nedaleko od něj vznikla menší svatyně bohyně Athény. Za peloponéské války Athéňané mys opevnili.
Mys je součástí obce Lavreotiki. Nachází se zde populární pláž, mys je vyhledáván turisty pro výhled na okolní ostrovy od trosek Poseidónova chrámu tyčících se šedesát metrů nad mořskou hladinou. Obyvatelé Athén místo s oblibou navštěvují při západu slunce.